# Магическая битва
«Магическая битва» (яп. 呪術廻戦 дзюдзюцу кайсэн) — манга, созданная Гэгэ Акутами и публикующаяся с марта 2018 года в журнале Weekly Shōnen Jump издательства Shueisha. Позже главы были собраны и переизданы в виде танкобонов, на декабрь 2024 года вышло 30 томов. Является продолжением приквела «Магическая битва 0», выходившего с апреля по июль 2017 года и позже собранного в один танкобон.
Манга лицензирована для выпуска на английском языке в Северной Америке компанией Viz Media, которая публикует мангу в печатном виде с декабря 2019 года. Shueisha публикует мангу на английском языке на онлайн-платформе Manga Plus.
Два ранобэ были опубликованы в мае 2019 года.
На основе манги студией MAPPA было выпущено аниме, первый сезон которого транслировался с октября 2020 года по март 2021-го. Премьера полнометражного фильма-экранизации манги-приквела Jujutsu Kaisen 0 the Movie состоялась 24 декабря 2021 года. Премьера второго сезона состоялась 6 июля 2023 года. Аниме лицензировано Crunchyroll для трансляции за пределами Азии.
В России с 2022 года мангу выпускает издательство «Азбука-Аттикус» в формате двухтомных омнибусов.
По состоянию на август 2022 года манга «Магическая битва» была выпущена общим тиражом 70 млн копий, включая цифровые версии и «Магическую битву 0», что делает её одной из самых продаваемых серий манги всех времён.
В 2024 году «Магическая битва» была включена в Книгу рекордов Гиннесса как самое популярное аниме.
Министерство информации Республики Беларусь внесло мангу "Магическая битва" на своем сайте в «список печатных изданий, содержащих информационные сообщения и (или) материалы, распространение которых способно нанести вред национальным интересам Республики Беларусь». Таким образом, серия была признана экстремистскими материалами и запрещена к распространению в свободной продаже.

## Сюжет
Юдзи Итадори — атлетически сложенный старшеклассник, живущий в Сендае вместе со своим дедушкой. Из-за своей нелюбви к спорту он постоянно избегает школьной команды по лёгкой атлетике, хоть и обладает сверхчеловеческой физической силой. Вместо этого он присоединяется к школьному клубу изучения оккультизма, зависает со старшеклассниками в нём и ровно в 17:00 уходит из школы, чтобы навещать своего дедушку Васукэ Итадори в больнице. На смертном одре дед оставляет Юдзи два наказа: «Всегда помогай людям» и «Умри, окружённый людьми». После его смерти подросток сводит для себя их в одно: каждый человек должен «уйти из жизни достойно».
Однажды Юдзи сталкивается с Мэгуми Фусигуро, магом, что сообщает ему о нахождении в школе талисмана с высокоуровневым проклятием. Друзья Юдзи по оккультному клубу распечатали талисман, гниющий палец, и теперь он привлекает к школе Проклятия — созданий, рождающихся из негативных эмоций и становящихся сильнее, поглощая магическую силу магов или зачарованных вещей. Из-за нехватки магической силы Юдзи не может победить Проклятия и решает проглотить палец Сукуны, чтобы защитить Мэгуми и своих друзей. Так он становится сосудом для Сукуны, мощного Проклятия. Из-за злой натуры Сукуны все шаманы обязаны немедленно изгнать его, как только встретят, но Юдзи всё ещё оказывается способен контролировать своё тело, так что Сатору Годзё, учитель Мэгуми, решает перевести Юдзи в Токийский столичный магический колледж и предлагает план: собрать все пальцы, скормить их Юдзи и только после этого убить парня, тем самым навсегда уничтожив Сукуну.

## Персонажи

### Главные герои
Юдзи Итадори (яп. 虎杖 悠仁 Итадори Ю:дзи)
Сэйю: Дзюнъя Эноки
Подросток и член школьного клуба изучения оккультизма. Он поглощает гниющий палец, чтобы защитить друзей, но из-за этого сам становится сосудом Проклятия, известного как «Двуликий Сукуна». Позже он переводится в Токийский магический колледж, где оказывается под действием отложенного смертельного приговора. По приказу руководства техникума, он должен найти и поглотить оставшиеся 19 пальцев Сукуны, чтобы затем маги смогли окончательно уничтожить «Короля Проклятий». Является кровным младшим братом Тёсо и сыном Кэндзяку.
Мэгуми Фусигуро (яп. 伏黒 恵 Фусигуро Мэгуми)
Сэйю: Юма Утида
Маг первого курса в Токийском магическом колледже. Он уговаривает Сатору попробовать спасти Юдзи от казни после того, как тот съедает палец Сукуны. Обладает большим магическим потенциалом и способен создавать сикигами из собственной тени. Член магической семьи Дзэнъин. Единственный сын Тодзи Фусигуро и сводный младший брат Цумики.
Нобара Кугисаки (яп. 釘崎 野薔薇 Кугисаки Нобара)
Сэйю: Асами Сэто
Маг первого курса Токийского магического колледжа. Она перевелась в техникум, так как это был самый простой способ бесплатно переехать в Токио. В сражениях использует зачарованный молоток и гвозди.

### Токийский Столичный Магический Колледж

#### Персонал
Сатору Годзё (яп. 五条 悟 Годзё: Сатору)
Сэйю: Юити Накамура
Маг, работающий учителем в Токийском магическом колледже. Пусть его звание «Сильнейшего» придумал он сам, но и союзники, и враги не оспаривают его и считают Сатору одним из самых опасных людей. Он обладает существенным влиянием в мире магов, являясь сильнейшим магом текущего поколения. Его сила позволяет ему контролировать пространство вокруг. Во время инцидента в Сибуя, был запечатан и заключён в Тюремное Царство. После освобождения из заточения вступил в бой с королём проклятий — Сукуной. После продолжительного боя Сатору погиб, но доказал свой титул сильнейшего, сражаясь с Двуликим практически на равных.
Масамити Яга (яп. 夜蛾 正道 Яга Масамити)
Сэйю: Такая Курода
Маг и директор Токийского магического колледжа. Создатель Панды и бывший учитель Сугуру Гэто, Сёко Иэири и Сатору Годзё. Его проклятая техника, Проклятый труп, позволяет ему оживлять кукол и управлять ими. После инцидента в Сибуя, приговорён к смертной казни. Убит Ёсинобу Гакугандзи.
Киётака Идзити (яп. 伊地知 潔高 Идзити Киётака)
Сэйю: Мицуо Ивата
Маг и заместитель директора Масамити Яги. Киётака очень серьёзно относится к своей работе и на него можно положиться в делах, требующих голову, а не силу. Идзити может создать невидимые барьеры, которые окружают опредёленную область. Нанами рассказал, что когда-то он учился в колледже, но по нераскрытым причинам бросил его. Во время инцидента в Сибуя, был серьёзно ранен, но Сёко спасает его.
Сёко Иэири (яп.  家入 硝子 Иэири Сё:ко)
Сэйю: Ая Эндо
Женщина-маг, работающая врачом в Токийском магическом колледже. Умеет использовать обратную проклятую технику. В прошлом обучалась в одном классе с Сугуру Гэто и Сатору Годзё под руководством Масамити Яга. Обычно она осматривает мёртвые тела в школьном морге и не участвует в бою, в отличие от других магов.
Кэнто Нанами (яп. 七海 建人 Нанами Кэнто)
Сэйю: Кэндзиро Цуда
Маг 1-го класса, работающий на руководство Токийского магического колледжа. Наставник Юдзи Итадори. Очень умный и сдержанный мужчина, который, на первый взгляд, кажется человеком очень серьёзно относящимся к работе. Однако на самом деле, Нанами весьма нейтрально относится к ней, считая, что быть колдуном немного менее идиотское занятие, чем обычная офисная работа. Бросил Токийский магический колледж из-за смерти своего близкого друга Ю Хайбары. Очень сильный колдун, который ограничивает свою Проклятую энергию, однако, если Нанами не успевает за уложенное время справиться с задачей, то активирует печать, называющуюся «Сверхурочные», которая высвобождает всю его Проклятую энергию. В бою использует мачете. Во время инцидента в Сибуя, погибает от рук Махито.
Акари Нитта (яп. 新田 明 Нитта Акари)
Сэйю: Сора Токуи
Помощница в Токийском столичном магическом колледже. Ей было поручено сопровождать первокурсников в их миссии по уничтожению проклятого моста Ясохати. Старшая сестра Араты Нитты. Во время инцидента в Сибуя, была ранена Харута Сигэмо.
Ацуя Кусакабэ (яп. 日下部 篤也 Кусакабэ Ацуя)
Сэйю: Синъитиро Мики
Преподаватель второкурсников в Токийском столичном магическом колледже. Не обладает врождённой техникой, но смог достичь уровня мага 1-го класса, используя только свою катану. Превосходно владеет разными видами холодного оружия. Является наставником Касуми Мивы.
Такума Ино (яп. 猪野 琢真 Ино Такума)
Сэйю: Ю Хаяси
Молодой маг 2-го класса, работающий на руководство Токийского магического колледжа. Протеже и близкий друг Кэнто Нанами. Ино искренний и жизнерадостный человек с позитивным взглядом на мир. Его техника активируется, когда он прячет своё лицо, закрывая его своей маской, превращая себя в духовного медиума. Это позволяет Ино вызывать и использовать способности четырех благоприятных зверей: Кайчи, Рэйки, Кирин и Рю. Во время инцидента в Сибуя, был назначен ответственным за Итадори и Мэгуми. Был серьёзно ранен Огами и её внуком, который превратился в Тодзи Фусигуро.
Мэй Мэй (яп. 冥 冥 Мэй Мэй)
Сэйю: Котоно Мицуиси
Маг 1-го класса, работающая на руководство Токийского магического колледжа. Любит зарабатывать деньги и обладает сомнительной моралью. Способна управлять воронами и видеть то, что видят они. Понимая, что её проклятая техника довольна слаба в бою, сосредоточилась на развитии физических способностей и боевых навыков. В качестве оружия использует двуручную секиру, пропитанную проклятой энергией.

#### Ученики
Юта Оккоцу (яп.  乙骨 憂太 Оккоцу Юта)
Сэйю: Мэгуми Огата
Главный герой приквела и фильма — Магическая битва 0. Рядом с Ютой постоянно находится проклятый дух особого ранга, который может напасть на любого человека, проявляющего агрессию по отношению к Юте. Этим духом является подруга детства Юты — Рика Оримото, которая стала такой после того, как её насмерть сбила машина. Сначала Юту хотели казнить, но затем решили направить на обучение в Токийский магический колледж. В настоящее время Юта обучается на втором курсе. Он находится за границей в Африке, выполняя секретное задание. Один из четырёх магов особого ранга. Он также дальний родственник Годзё Сатору. Начиная с 137-й главы становится главным действующим лицом.
Маки Дзэнъин (яп. 禪院真希 Дзэнъин Маки)
Сэйю: Микако Комацу
Маг, второго курса в Токийском магическом колледже. Сестра-близнец Маи. Из-за Небесного проклятия Маки одарена физически, но не может манипулировать своей проклятой энергией. Она не может видеть проклятия без специальных очков, зачарованных проклятой энергией. Маки изгоняет Проклятья с помощью оружия, наполненного проклятой энергией. Отсутствие проклятых техник Маки компенсирует с помощью боевых искусств и умения использовать разные виды холодного оружия. Член клана магов Дзэнъин. В клане к Маки и Маи плохо относились из-за того, что они не были одарены магическими способностями. Маки ушла из дома и поступила в Токийский столичный технический колледж магии, чтобы стать сильнее и впоследствии стать главой клана Дзэнъин. Во время инцидента в Сибуя, Маки была сильно обожжена пламенем Дзёго. В результате большая часть ее тела покрылась шрамами. После инцидента в Сибуя, Клан Дзэнъин устроил заговор против нее. Их план состоял в том, чтобы казнить Маки, Маи и Мэгуми, за попытку освобождения Сатору Годзё. Маки собственноручно и безжалостно уничтожила весь клан Дзэнъин.
Тогэ Инумаки (яп. 狗巻 棘 Инумаки Тогэ)
Сэйю: Коки Утияма
Маг, второго курса в Токийском магическом колледже. Кажется тихим и отстранённым юношей, однако его немногословие обусловлено невероятной силой проклятых слов. Боится навредить друзьям, поэтому все свои эмоции выражает с помощью названий ингредиентов для онигири. На деле довольно проницательный и заботливый парень. Во время инцидента в Сибуя он случайно попадает во Владения Сукуна и теряет руку.
Панда (яп. パンダ Панда)
Сэйю: Томокадзу Сэки
Магическое существо, похожее на панду. Обучается на втором курсе в Токийском магическом колледже. Очень оптимистичная и спокойная личность со специфическим чувством юмора, иногда бывает саркастичным, склонен легкомысленно относиться к любой ситуации. Обладает большим количеством проклятой энергии, с помощью которой усиливает свои физические данные.
Киндзи Хакари (яп. 秤 金次 Хакари Киндзи)
Маг, третьего курса в Токийском магическом колледже. Учится вместе с Кирарой Хоси. В настоящее время отстранен от занятий, так как разошелся во мнениях со старейшинами и жестоко их за это избил. По этой причине Хакари и Кирара были отстранены от занятий. Находясь вдали от школы, Хакари управляет бойцовским клубом «Гачинко», местом рукопашных боев между колдунами за деньги. Он широко известен как один из самых сильных учеников Токийского магического колледжа. Сатору Годзё, бесспорно сильнейший колдун в мире, верит, что Хакари и Юта Оккоцу однажды смогут соперничать с его силой.
Кирара Хоси (яп. 星綺 羅羅 Хоси Кирара)
Маг, третьего курса в Токийском магическом колледже. Обладает женственной внешностью. Учится вместе с Киндзи Хакари, состоит с ним в близких отношениях. Помогает ему управлять бойцовским клубом «Гачинко». Его врожденная техника называется «Межзвездный полет».

### Высшая Магическая Школа префектуры Киото
Ёсинобу Гакугандзи (яп. 楽巌寺 嘉伸 Гакугандзи Ёсинобу)
Сэйю: Mugihito
Директор высшей магической школы префектуры Киото. Один из старейшин Ассоциации Магии, настаивающий на казни сосуда Сукуна Рёмэна — Юдзи Итадори. Он использует гитару, чтобы посылать Проклятую энергию, усиливая мелодию, которую он играет. После событий, которые произошли в Сибуя, он казнит Масамичи Ягу, которого старейшины обвинили в трагедии.
Утахимэ Иори (яп. 庵 歌姫 Иори Утахимэ)
Сэйю: Ёко Хикаса
Маг, работающая преподавателем в высшей магической школе префектуры Киото. Довольно спокойная по натуре женщина, но мгновенно вскипает от гнева, если её оскорбить. Главная причина ее стресса: Сатору Годзё. Неизвестно, какими способностями она обладает, кроме того факта, что её техника каким-то образом связана с пением.
Аой Тодо (яп. 東堂 葵 Тодо Аой)
Сэйю: Субару Кимура
Маг, который обучается на третьем курсе высшей магической школы префектуры Киото. Один из сильнейших магов в Киото. Может полностью понять человека по вкусу и типажу любимой девушки, поэтому часто спрашивает других об их типаже. Ярый фанат идола Такады, которую считает идеальной девушкой и мечтает на ней жениться после выпуска. Несмотря на то, что многие считают Тодо глупым, на самом деле он невероятно умен, а используя свой собственный боевой опыт и обширное понимание магии, способен без проблем проанализировать и обезвредить врага. С рождения обладает простой, но весьма эффективной магической техникой, которую называет «Буги-вуги», благодаря которой может телепортировать всё, что имеет проклятую энергию, в пределах своей досягаемости, хлопая в ладоши. Благодаря своей техники школа присвоила Тодо 1-й класс мага, в столь юном возрасте. По какой-то причине, считает Итадори Юдзи своим лучшим другом. Во время инцидента в Сибуя, помогает Итадори сражаться с Махито, но во время битвы теряет руку, поэтому он больше не может использовать свою технику.
Маи Дзэнъин (яп. 禪院 真依 Дзэнъин Маи)
Сэйю: Марина Иноуэ
Маг, которая обучается на втором курсе высшей магической школы префектуры Киото. Сестра-близнец Маки и член клана магов Дзэнъин. Обладает небольшим количеством проклятой энергии. Способна наполнять предметы проклятой энергией, поэтому Маи использует огнестрельное оружие. Своей проклятой техникой она может создавать только одну пулю. После инцидента в Сибуя, была смертельно ранена своим отцом. Последние минуты своей жизни, она воссоздает точную копию катаны Тодзи Фусигуро, которую дарит Маки, чтобы та уничтожила весь клан Дзэнъин.
Касуми Мива (яп. 三輪 霞 Мива Касуми)
Сэйю: Тинацу Акасаки
Маг, которая обучается на втором курсе высшей магической школы префектуры Киото. Личный секретарь директора Ёсинобу Гакугандзи. Является поклонницей Сатору Годзё. Мива специализируется на боях ближней дистанции и использует катану в качестве оружия. Она часто называет себя «бесполезная Мива». Испытывает нежные чувства к Мехамару.
Кокити Мута (яп. 与 幸吉 Мута Ко:кити) / Мехамару (яп. メカ丸 Мэкамару)
Сэйю: Ёсицугу Мацуока
Маг, который обучается на втором курсе высшей магической школы префектуры Киото. Рожден с Небесным Благословением, у Кокити огромное количество проклятой энергии, но взамен этой силе, он получил хрупкое и слабое тело. Его проклятая техника «Манипулирование Марионетками», позволяет ему манипулировать дистанционно Проклятыми трупами, похожими на роботов. Своих марионеток-роботов прозвал «Ultimate Mechamaru». Влюблен в свою одноклассницу Касуми Миву. Позже выясняется, что он был кротом, работающим с проклятыми духами. Убит Махито.
Норитоси Камо (яп. 加茂 憲紀 Камо Норитоси)
Сэйю: Сатоси Хино
Маг, который обучается на третьем курсе высшей магической школы префектуры Киото. Норитоси обычно очень спокоен в большинстве ситуаций, будь то перед своими союзниками или соперниками. Хотя он незаконнорожденный ребенок, он становится следующим наследником клана Камо, поскольку унаследовал технику манипулирования кровью. Его основное оружие — лук и стрелы, которые обмакиваются в его кровь, чтобы контролировать их направление. После инцидента в Сибуя Кэндзяку возглавил клан Камо, а самого Норитоси изгнал из клана и отлучил от церкви.
Момо Нисимия (яп. 西宮 桃 Нисимия Момо)
Сэйю: Риэ Кугимия
Маг, которая обучается на третьем курсе высшей магической школы префектуры Киото. Она поддерживает дружеские отношения с девочками из своей школы, Касуми и Маи, и считает, что с женщинами несправедливо обращаются даже в мире дзюдзюцу. Не было раскрыто особых её техник, но одна из способностей Момо это полёт на метле и различные приёмы с помощью ветра.
Арата Нитта (яп. 新田 新 Нитта Арата)
Единственный первокурсник высшей магической школы префектуры Киото. Младший брат Акари Нитты. Его проклятая техника позволяет ему предотвращать развитие негативных последствий после получения травмы — он не может залечивать раны полностью, но способен остановить кровотечение и уменьшить боль для того, на ком применяет технику.

### Проклятия
Рика Оримото (яп. 折本 里香 Оримото Рика)
Сэйю: Кана Ханадзава
Подруга детства Юты Оккоцу, на которой тот хотел жениться, когда вырастет. Будучи ребёнком трагически погибла в автокатастрофе. После смерти превратилась в настолько могущественного проклятого духа особого класса, что Сугуру Гэто назвал её «Королевой Проклятий». Рика годами преследовала Юту, пока тот не поступил в Токийский столичный магический колледж, где научился контролировать её силы.
Махито (яп. 真人)
Сэйю: Нобунага Симадзаки
Проклятье специального класса. Жестокий и искусный манипулятор. Обладает способностью изменять форму души человека/проклятия, и вследствие форму тела. В бою с Нанами и Итадори в старшей школе Сатодзакура расширил территорию(в первый раз) - "Самовоплощение идеала". Во время инцидента в Сибуя Кэндзяку поглощает его с помощью техники проклятия Гэто.
Дзёго (яп. 真人 Дзё:го)
Сэйю: Сигэру Тиба
Проклятье специального класса. Очень гордый Проклятый дух, который страстно ненавидит людей. Дзёго убежден, что Проклятья на самом деле истинные люди, поскольку они представляют собой чистые жизненные эмоции, такие как ненависть, в то время как обычные люди имеют много разных эмоций, поэтому они являются ложными существами, которые должны быть уничтожены. Во время инцидента в Сибуя был убит Сукуной.
Ханами (яп. 陀艮)
Сэйю: Ая Эндо
Проклятье специального класса. Природный дух, который заботится о планете и ненавидит людей из-за их злоупотребления природой на протяжении тысячелетий. Ханами хочет уничтожить человечество только для того, чтобы принести их в жертву новому, более чистому миру, в котором Проклятья будут уважать природу. Верит в идеалы Дзёго. Ханами обладает высоким количеством Проклятой энергии, хотя и не такой большим, как у Дзёго. Может создавать и манипулировать растениями, а также способен забирать энергию жизни у растений вокруг. Во время инцидента в Сибуя был убит Сатору Годзё.
Дагон (яп. 花御)
Сэйю: Ацуко Танака
Проклятье специального класса, олицетворяющий страх к морю. Во время инцидента в Сибуя, был убит Тодзи Фусигуро.
Эсо (яп. 壊相 Эсо)
Сэйю: Нобуюки Хияма
Проклятие-человек, высвобожденное из проклятого плода. Сосуд для проклятой реликвии 150-летней давности под названием «Картина Смерти». Средний брат Тёсо и Кечизу, является кровным братом Юдзи Итадори. Убит Нобарой и Итадори.
Кэтидзу (яп. 血塗 Кэтидзу)
Сэйю: Каппэй Ямагути
Проклятие-человек, высвобожденное из проклятого плода. Сосуд для проклятой реликвии 150-летней давности под названием «Картина Смерти». Младший брат Тёсо и Эсо, является кровным братом Юдзи Итадори. Убит Нобарой и Итадори.
Тёсо (яп. 脹相 Тё:со)
Сэйю: Дайсукэ Намикава
Проклятие-человек, высвобожденное из проклятого плода. Сосуд для проклятой реликвии 150-летней давности под названием «Картина Смерти». Тёсо вместе с младшими братьями Эсо и Кчизу примкнул к группе Махито. После смерти братьев он поклялся отомстить Итадори и Нобаре. Впоследствии узнает, что Итадори является его кровным младшим братом. После инцидента в Сибуе сопровождает брата и пытается спасти его от казни. Вместе с Юки Цукумо становится защитником Тенген. Тёсо владеет ценной техникой манипулирования кровью клана Камо.

### Группа Сугуру Гэто
Сугуру Гэто (яп. 夏油 傑 Гэто Сугуру)
Сэйю: Такахиро Сакураи
Проклятый маг особого ранга, специализирующийся на сборе проклятых духов. Бывший одноклассник Сатору Годзё и Сёко Иэири в Токийском магическом колледже. Был лучшим другом Сатору Годзё. После провала миссии «Звёздный сосуд» у него развилась сильная ненависть к людям, не обладающими магическими способностями, он начал называть их обезьянами. В 2007 году отправился на миссию, где обнаружил, что две маленькие девочки подвергаются жестокому обращению со стороны не-магов за то, что у них есть способности, связанные с проклятием. В тот момент Гэто наконец принял решение. Он спас Нанако и Мимико, а затем уничтожил около сотни жителей деревни за одну ночь. После этого инцидента был приговорён к смертной казни. Позже становится главой религиозного культа. Был смертельно ранен в битве с Ютой Оккоцу, а впоследствии казнен Саторо Годзё — 24 декабря 2017 года. Однако после своей смерти его телом и способностями завладел Кэндзяку, способный менять разум магов для перемещения между их телами.
Нанако Хасаба (яп. 枷場 菜々子 Хасаба Нанако)
Сэйю: Сацуми Мацуда
Сестра-близнец Мимико и приемная дочь Гэто. Её способность заключается в манипуляции предметами, запечатлёнными на камеру её мобильного телефона. Вместе с сестрой хотела освободить тело Гэто от Кэндзяку. Погибает в Сибуи от рук пробудившегося в теле Юдзи Итадори Сукуны.
Мимико Хасаба (яп. 枷場 美々子 Хасаба Мимико)
Сэйю: Рисаэ Мацуда
Сестра-близнец Нанако и приемная дочь Гэто. Её способность заключается в удушении врагов с помощью петли. Вместе с сестрой хотела освободить тело Гэто от Кэндзяку. Погибает в Сибуи от рук пробудившегося в теле Юдзи Итадори Сукуны.
Мигель (яп. ミゲル Мигэру)
Сэйю: Коити Ямадэра
Африканский маг и член секты Сугуру Гэто, после его смерти покинул организацию. Годзё нашёл Мигеля и заставил его работать вместе с Ютой Оккоцу. Отправляется с Ютой на секретное задание в Африку.

### Другие персонажи
Двуликий Сукуна (яп. 両面 宿儺 Рё:мэн Сукуна, «Двуликий призрак»)
Сэйю: Дзюнъити Сувабэ
Проклятье  тысячелетней давности, считающееся «Королём Проклятий» из-за своей злобы и силы. Согласно легенде, Сукуна во времена эпохи Хэйан был проклятием в человеческом обличье. Маги прошлого приложили все усилия, чтобы победить его, но после его смерти они так и не смогли уничтожить его тело. Маги того времени разделили тело Сукуны и разбросали части его пальцев по миру в виде проклятых амулетов. Ныне он обитает в теле Юдзи Итадори и планирует вернуть себе силу и тело. Его влияние таково, что все другие Проклятия стараются помочь ему. Во время инцидента в Сибуя убивает миллион невинных людей. Во время Игры на Выбраковку вселяется в тело Мэгуми Фушигуро. Убит Итадори Юдзи в Синдзюку.
Кэндзяку (яп. 羂索)
Сэйю: Такахиро Сакураи
Древнейший маг, намеревающийся развить человечество с помощью проклятой энергии. Его проклятая техника позволяет ему пересаживать свой мозг в чужое тело сколько угодно раз. Около 150 лет назад занимал тело Норитоси Камо, позже — матери Итадори Юдзи, Каори. На данный момент пребывает в теле Гэто Сугуро. Убит Ютой Оккоцу.
Ураумэ (яп. 裏梅)
Таинственный монах, который объединяется с Кэндзяку, чтобы запечатать Сатору Годзё и возродить Двуликого Сукуна. В прошлом был личным поваром Сукуна Рёмэна. Умер(ла) после убийства Сукуны Рёмэна
Дзюмпэй Ёсино (яп. 吉野 順平 Ёсино Дзюмпэй)
Сэйю: Ёситака Ямая
Ученик старшей школы Сатодзакура. Становится магом после встречи с Махито. Замкнутый и апатичный парень, испытывающий безразличие к другим людям. Считает, что знает уродливую сторону людей, поэтому ничего не ожидает от других, а их смерть не вызывает никаких эмоций. Становится другом Юдзи Итадори. Убит Махито.
Ю Хайбара (яп. 灰原 雄 Хайбара Ю:)
Сэйю: Гакуто Кадзивара
Студент Токийского магического колледжа и одноклассник Кэнто Нанами. Оптимистичный и энергичный ученик, желающий использовать любую возможность показать себя с лучшей стороны. Хочет стать магом, чтобы уметь делать то, на что не способны другие. Убит неизвестным проклятьем в 2007 году.
Рико Аманай (яп. 天内 理子 Аманай Рико)
Сэйю: Анна Нагасэ
Молодая девушка, которой было суждено стать новым «Звёздным сосудом» для слияния с Мастером Тенгеном в 2006 году. Несмотря на то, что может видеть проклятых духов, она является обычным человеком и не владеет проклятой энергией. В четыре года стала сиротой после того, как родители погибли в автокатастрофе. После несчастного случая ее опекуном стала Мисато Курои. Её мирные деньки закончились, когда она познакомилась с Сатору Годзё и Сугуру Гэто. Она признаётся Гэто, что хочет жить как обычный человек, вместо того чтобы сливаться с Тенгеном. Внезапно Тодзи Фусигуро убивает Рико, выстрелив ей в голову на глазах Гэто. После того, как Гэто побеждён врагом, тело Рико доставляют в штаб-квартиру религиозного культа. Смерть Рико сильно повлияло на мировоззрение Гэто. Последствия смерти Аманаи проявятся в наши дни, поскольку Мастер Тенген, который не слился со «Звездным сосудом», превратилась в нечеловека, который может стать врагом человечества.
Мисато Курои (яп. 黒井 美里 Курои Мисато)
Сэйю: Риса Симидзу
Женщина-маг, которая никогда не применяла свои способности. Её основная задача — защита Рико Аманай. После того, как родители Рико погибли из-за несчастного случая, Мисато стала единственной, кто всё это время заботился о ней. Хоть они и не являются кровными родственниками, испытывает к девочке тёплые чувства, считая её кем-то вроде младшей сестры. В 2006 году подверглась нападению Тодзи Фусигуро, скончалась от ран не совместимых с жизнью.
Тодзи Фусигуро (яп. 伏黒 甚爾 Фусигуро Тодзи)
Сэйю: Такэхито Коясу
Маг без проклятой энергии в теле из-за Небесного проклятия. Умелый наёмник, прозванный «Убийца Магов», обладающий внушительными физическими характеристиками. Бывший член магической семьи Дзэнъин, который заключил контракт с Ассоциацией Хранения Времени. Тодзи — холодный и уверенный в себе человек, который любит зарабатывать деньги. Отец Мэгуми и Цумики. Убит в 2006 году Сатору Годзё.
Цумики Фусигуро (яп.  伏黒 津美紀 Фусигуро Цумики)
Сэйю: Саори Хаями
Падчерица Тодзи и старшая сводная сестра Мэгуми. Цумики, ещё будучи студенткой, была поражена проклятием на мосту Ясохати и долгое время находилась в коме. Находясь в таком состоянии, она была наполнена проклятой энергией и превращена Кэндзяку в сосуд, а после того, как она очнулась от комы, была втянута в Игру на Выбраковку. Ёродзу, могущественная 1000-летняя волшебница, одержимая Сукуной, в конечном итоге завладела телом Цумики. В то же время Сукуна взял под контроль тело Мэгуми. В конце концов Сукуна и Ёродзу столкнулись, и Ёродзу вместе с Цумики была убита Сукуной, что повергло Мэгуми в отчаяние, а впоследствии подавило его разум и тело.
Уй Уй (яп. 憂憂)
Сэйю: Юко Сампэй
Младший брат Мэй Мэй. Врожденная техника Уй Уй — мгновенная телепортация.
Харута Сигэмо (яп. 重面 春太 Сигэмо Харута)
Сэйю: Ватару Хатано
Пользователь проклятья, который помог Махито напасть на Токийский магический колледж. Погиб в Сибуи от рук пробудившегося в теле Юдзи Итадори Сукуны.
Наобито Дзэнъин (яп. 伏黒 津美紀 Дзэнъин Наобито)
Сэйю: Дзёдзи Наката
Специальный маг 1-го класса и двадцать шестой глава клана Дзэнъин. В Сибуе его группа, состоящая из Кэнто Нанами и Маки Дзэнъин, отправилась на поиски Годзё, но вместо этого обнаружила Дагона. В битве с Дагоном лишился руки. Почувствовав, что Дагон убит, на место прибыл Дзёго, и всех троих спалил. Его успешно извлекли из Сибуи, но он был на грани смерти. После того, как его отвезли домой, он скончался.
Наоя Дзэнъин (яп. 禪院 直哉 Дзэнъин Наоя)
Является младшим сыном Наобито Дзэнъин и считает себя истинным наследником клана. Зарезан матерью Маки и Май. Впоследствии переродился в Мстительного Духа, во время Игры на Выбраковку, был убит Маки Дзэнъин.
Юки Цукумо (яп. 九十九 由基 Цукумо Юки)
Сэйю: Норико Хидака
Одна из четырех магов особого класса. Наставница Аоя Тодо, который унаследовал её коронную фразу «Какие девушки тебе нравятся?». Идеология Юки привела к глубокому разговору с Сугуру Гэто о том, как уничтожать проклятия. Она непреднамеренно побудила Гэто задуматься об убийстве всех не-магов, чтобы избавить мир от проклятых духов. Юки соглашается защищать Мастера Тэнгэн вместе с Тёсо. Ее проклята техника называется «Бом-ба-йё», которая позволяет ей придавать себе любую массу. С помощью этой способности она способна увеличивать свою силу и стойкость, что позволяет ей без каких-либо проблем одолевать противников особого уровня в рукопашном поединке и даже ломать пространственные барьеры. Во время боя с Кэндзяку, Тёсо попытался пожертвовать собой ради Юки, но она попросила Мастера Тенген вывести его из боя. Активировала свою суицидальную технику «Черная дыра» и в итоге погибла.
Мастер Тэнгэн (яп. 天元 Тэнгэн)
Сэйю: Норико Хидака
Бессмертный маг, также известная как «Звезда». Мастер Тэнгэн обитает в святилище у подножия большого дерева, расположенного у «Главного зала гробниц Звезды». Она самый мощный пользователь барьерной техники. Каждые 500 лет она «сбрасывает» своё тело, сливаясь с человеческим сосудом, также называемым «Звездный сосуд». В последний раз Мастер Тэнгэн предпринимала попытку этого слияния в 2006 году, когда сосудом стала Рико Аманай. Однако слияние оказалось неудачным из-за вмешательства Тодзи Фусигуро. С тех пор Мастер Тэнгэн претерпела эволюцию и теперь ближе к Проклятому Духу, чем к человеку. Обеспокоенная тем, что она является частью планов Кэндзяку, Тэнгэн обещает предоставить магам информацию, которую они желают, при условии, что Юки Цукумо и Тёсо станут её защитниками.

### Игроки в смертельной «Игре на Выбраковку»
Хана Курусу (яп. 羂索 Куру:Су Хана)
Молодая девушка, которая участвует в Игре на Выбраковку. Хана является человеческим сосудом мага по имени Ангел, который жил 1000 лет назад, в эпоху Хэйан. Она участвует в игре, чтобы Ангел мог выследить и убить других воплощенных игроков, включая Сукуну, которого маг называет "Падшим".
Хадзимэ Касимо (яп. 鹿紫 雲 Касимо Хадзи:мэ)
Маг, живший более четырёхсот лет назад. В своё время он не мог найти себе равного соперника. Его дух был призван и помещён в специально подготовленный человеческий сосуд для участия в Игре на Выбраковку. Он очень обрадовался, узнав, что Сукуна Рёмэн был воскрешён, и заявил, что собственноручно одолеет его. Убит Сукуной Рёмэном в Синдзюку.
Хироми Хигурума (яп. 日車 寛見 Хигурума Хироми)
Тридцатишестилетний адвокат, который часто брался за невероятно сложные дела, чтобы защитить несправедливо обвинённых. Становится участником в Игре на Выбраковку, так как Кэндзяку наделил его магическими способностями. Во время битвы в Синдзюку оказывает сопротивление Сукуне, чем привлекает к себе внимание последнего. Выбывает из битвы после получения тяжёлых ранений, однако по итогу остаётся в живых.
Фумихико Такаба (яп. 髙羽 史彦 Такаба Фумихико)
Неудавшийся комик, который даже в разгар битвы пытается шутить и ведёт себя несерьёзно. Становится участником в Игре на Выбраковку, так как Кэндзяку наделил его магическими способностями. С помощью проклятой техники Такабы был обезврежен Кэндзяку, что позволило Юте Оккоцу одолеть мага.
Рин Амаи (яп. 甘井凛 Амаи Рин)
Студент из города Сендай, который становится участником в Игре на Выбраковку, так как Кэндзяку наделил его магическими способностями. В игре объединяется с Юдзи Итадори.
Реми (яп. 麗美 Рэ:ми)
Молодая женщина, которая становится участницей в Игре на Выбраковку, так как Кэндзяку наделил ее магическими способностями. В игре объединяется с Мэгуми Фусигуро, но затем предает его. Входит в группу Реджи Стара.
Реджи Стар (яп. レジィ・スタ Стар Реджи)
Маг из прошлого, который был воплощен Кэндзяку для участия в Игре на Выбраковку. Реджи возглавляет свою собственную группу магов. Убит Мэгуми Фусигуро.
Иори Хазеноки (яп. 針千釣 Хазеноки Иори)
Маг из прошлого, который был воплощен Кэндзяку для участия в Игре на Выбраковку. Входит в группу Реджи Стара. Убит Кэндзяку в Синдзюку.
Чизури Хари (яп. 針千釣 Хари Чизуру)
Молодой мужчина, который становится участником в Игре на Выбраковку, так как Кэндзяку наделил его магическими способностями. Входит в группу Реджи Стара. Убит Мэгуми Фусигуро.
Шарль Бернар (яп. シャルル・ベルナール Бернар Шарль)
Начинающий мангака, который агрессивно преследовал свои цели, пока не был втянут в Игру на Выбраковку, так как Кэндзяку наделил его магическими способностями.
Рю Исигори (яп. 石流龍 Исиго:ри Рю)
Маг, живший более четырёхсот лет назад. Его дух был призван и помещён в специально подготовленный человеческий сосуд для участия в Игре на Выбраковку. Рю — уверенный в себе игрок с сильным стремлением получать удовольствие от настоящих боев. Вместе с Такако Уро противостоит Юте Оккоцу. Убит Сукуной Рёмэном в колонии Сэндай.
Такако Уро (яп. 石流龍 Уро Така:ко)
Женщина маг, которая жила 1000 лет назад в эпоху Хэйан. Ее дух был призван и помещён в специально подготовленный человеческий сосуд для участия в Игре на Выбраковку. В своей прошлой жизни Такако Уро была капитаном отряда Солнца, Луны и Звезд, группы ассасинов, связанных с могущественной семьей Фудзивара. Принимает Юту Оккоцу за Фудзивару.
Дхрув Лакдавалла (яп. ドルゥヴ・ラクダワラ Дхрув Ла:кдавалла)
Маг, который жил +2000 лет назад. Был воплощен Кэндзяку для участия в Игре на Выбраковку. Это второе воплощение мага-ветерана, который однажды самостоятельно завоевал Японию во время Гражданской войны Босин. Убит Ютой Оккоцу.
Ёродзу (яп. 万 Ё:родзу)
Женщина маг, которая жила 1000 лет назад в эпоху Хэйан и служила семье Фудзивара. Ее дух был призван и помещён в тело Цумики Фусигуро для участия в Игре на Выбраковку. Фанатично влюблена и одержима Сукуной Рёмэном. В колонии Сендай Сукуна и Ёродзу столкнулись, и Ёродзу вместе с Цумики была убита Сукуной.
Куроруси (яп. 黒沐死 Куро:руси)
Проклятый дух из прошлого, который был воплощен Кэндзяку для участия в Игре на Выбраковку. Убит Ютой Оккоцу.
Хагане Дайдо  (яп. 大道 鋼 Дайдо Хагане)
Маг-фехтовальщик из прошлого, который был воплощен Кэндзяку для участия в Игре на Выбраковку. Вместе с Рокудзюши помогает Маки и Норитоши одолеть Проклятого Наоя Дзэнъина.
Рокудзюши Мие (яп. 三代六十四 Ми:э Рокудзюши)
Маг-сумо из прошлого, который был воплощен Кэндзяку для участия в Игре на Выбраковку. Вместе с Хагане помогает Маки и Норитоши одолеть Проклятого Наоя Дзэнъина.

## История создания
Карьера Гэгэ Акутами в индустрии манги началась в качестве ассистента Ясухиро Кано над Kiss x Death. Первая работа Акутами, ваншот под названием Kamishiro Sōsa (яп. 神代捜査 Камисиро Со:са, «Уголовный розыск „века богов“»), была опубликована в Jump NEXT! издательства Shueisha 7 мая 2014 года. Следующий ваншот, No.9, вышел в Jump NEXT! 1 мая 2015 года, а ещё один, одноимённый, в Weekly Shōnen Jump 10 октября 2015 года. В 2016 году в том же журнале вышел ваншот Nikai Bongai Barabarjura (яп. 二界梵骸バラバルジュラ Никай бонгай Барубарудзюра), который в итоге был номинирован на конкурс Gold Future Cup, ежегодно проводимый Weekly Shōnen Jump. Год спустя в Jump GIGA была опубликована мини-серия «Токийский магический колледж» (яп. 東京都立呪術高等専門学校 То:кё: торицу дзюдзюцу ко:то: сэммон гакко:), состоящая из четырёх глав. Она послужила приквелом к «Магической битве» и позже была переименована в «Магическую битву 0». Первый выпуск основной манги вышел 5 марта 2018 года в 14 выпуске Weekly Shōnen Jump.
По словам Акутами, отличительной чертой «Магической битвы» является то, что никто не знает истину: ни «хорошие парни», ни «плохие», — но если никто не прав, то никто и не ошибается, и каждый поступает в соответствии с собственными принципами. На становление Акутами как мангаки повлиял Ёсихиро Тогаси, автор Yu Yu Hakusho и Hunter × Hunter. Оттуда были почерпаны основы магической составляющей «Магической битвы». А арка Сэнсуи из Yu Yu Hakusho Тогаси вдохновила Акутами на создание протагонистов, желающих уничтожить человечество, но всё равно вызывающих эмпатию у читателей. В то же время для мангаки было важным избежать клише о «в глубине души хороших» злодеях в случае с Сукуной и Махито, которые, по задумке, являются полностью негативными персонажами, которым нравится заставлять людей страдать. При этом они руководствуются собственными представлениями о мире, и к тому же Махито Акутами никогда не чувствовал ненависти, и однажды сравнил его с Таносом из фильма «Мстители: Финал».
Вдохновением для мифологической составляющей манги послужил «Евангелион». Заметное влияние на «Магическую битву» оказала и любовь мангаки к хоррорам. Стиль рисования Акутами вдохновлён в первую очередь Ёсихиро Тогаси, а также Масаси Кисимото («Наруто»), Юсукэ Муратой (иллюстратор Eyeshield 21 и One-Punch Man) и Тайто Кубо («Блич»). Типажи персонажей «Магической битвы» соответствуют канонам сёнэн-манги — это было сделано для того, чтобы заручиться вниманием читателей. Прототипом для главного героя, Юдзи, отчасти послужил старший брат и «полная противоположность» Акутами, успешный в учёбе и спорте. Что касается таких персонажей, как Панда и Тогэ Инумаки, сначала мангакой была придумана их внешность, а потом характеры и предыстории, тогда как в случае с Сатору Годзё основополагающей стала идея пароксизма силы. Сначала любимым персонажем Акутами был Сукуна, но затем его место занял Кэнто Нанами как первый целиком и полностью разработанный мангакой самостоятельно. По словам Акутами, в дальнейшем в «Магической битве» будет представлена мать Юдзи, и момент для этого уже выбран. Кроме того, уже определён конец истории, но путь от начала до конца остаётся «довольно свободным». В феврале 2021 года Акутами заявил, что планирует закончить мангу менее чем за два года. Акутами знает, чем закончится история Мэгуми Фусигуро, но не Сукуны. 9 июня было объявлено, что манга уйдёт на перерыв из-за проблем со здоровьем Акутами. Манга возобновила публикацию 2 августа того же года.

## Медиа

### Манга
«Магическая битва» создана Гэгэ Акутами. С 28 апреля по 28 июля 2017 года в журнале Jump GIGA издательства Shueisha вышла состоящая из четырёх глав история «Токийский магический колледж». 4 декабря 2018 года она была издана отдельным томом и переименована в «Магическую битву 0». Сама манга «Магическая битва» начала публиковаться в 14-м номере за 2018 год журнала Weekly Shōnen Jump, вышедшем 5 марта 2018 года. Её главы были собраны вместе и выпущены в виде танкобонов издательством Shueisha. Первый том был опубликован 4 июля 2018 года. На июнь 2021 года было выпущено 16 томов. С 21 июня 2021 года выход новых глав манги был приостановлен «приблизительно на месяц» до нового объявления из-за пошатнувшегося здоровья автора.
В январе 2019 года издательство начало публиковать главы одновременно и на английском в своём приложении и на сайте Manga Plus. В марте 2019 года Viz Media объявило о печати серии в Северной Америке.

#### Список томов
| №  | Заглавие | На японском                                                                                | На русском                                                                              |
| -- | --- | ------------------------------------------------------------------------------------------ | --------------------------------------------------------------------------------------- |
| 0  | Токийский магический колледж. Ослепительная тьма То:кё: торицу дзюдзюцу ко:то: сэммон гакко: (東京都立呪術高等専門学校) | 4 декабря 2018 года ISBN 978-4-08-881672-2                                                 | Июнь 2022 года ISBN 978-5-389-21178-0                                                   |
| 1  | Двуликий Сукуна Рё:мэн Сукуна (両面宿儺)                                                                                | 4 июля 2018 года ISBN 978-4-08-881516-9                                                    | Май 2022 года ISBN 978-5-389-20871-1                                                    |
| 2  | Проклятый плод Дзютай тайтэн (呪胎戴天)                                                                                 | 4 сентября 2018 года ISBN 978-4-08-881608-1                                                | Май 2022 года ISBN 978-5-389-20871-1                                                    |
| 3  | Мелкая рыбёшка и воздаяние Ё:гё то сакабати (幼魚と逆罰)                                                                | 4 декабря 2018 года ISBN 978-4-08-881666-1                                                 | Август 2022 года ISBN 978-5-389-21389-0                                                 |
| 4  | Я убью тебя! Короситэяру (殺してやる)                                                                                   | 4 марта 2019 года ISBN 978-4-08-881756-9                                                   | Август 2022 года ISBN 978-5-389-21389-0                                                 |
| 5  | Командный бой Кё:то симай-ко: ко:рю:-кай (京都姉妹校交流会)                                                             | 2 мая 2019 года ISBN 978-4-08-881828-3                                                     | Ноябрь 2022 года ISBN 978-5-389-21834-5                                                 |
| 6  | Чёрная вспышка Кокусэн (黒閃)                                                                                           | 4 июля 2019 года ISBN 978-4-08-881876-4                                                    | Ноябрь 2022 года ISBN 978-5-389-21834-5                                                 |
| 7  | Начало повиновения Кисю райдо: (起首雷同)                                                                               | 4 октября 2019 года ISBN 978-4-08-882076-7                                                 | Декабрь 2022 года ISBN 978-5-389-22085-0                                                |
| 8  | Пагубный талант Кайгёку (壊玉)                                                                                          | 4 января 2020 года ISBN 978-4-08-882168-9                                                  | Декабрь 2022 года ISBN 978-5-389-22085-0                                                |
| 9  | Таланты умирают молодыми Гёкусэцу (玉折)                                                                                | 4 января 2020 года ISBN 978-4-08-882218-1                                                  | Март 2023 года ISBN 978-5-389-22224-3                                                   |
| 10 | В преддверии праздника Ёймацури (宵祭り)                                                                                | 4 марта 2020 года ISBN 978-4-08-882274-7                                                   | Март 2023 года ISBN 978-5-389-22224-3                                                   |
| 11 | Инцидент в Сибуе: Открыть врата Сибуя дзихэн: Каймон (渋谷事変 -開門-)                                                  | 4 июня 2020 года ISBN 978-4-08-882296-9                                                    | Июнь 2023 года ISBN 978-5-389-22493-3                                                   |
| 12 | Инцидент в Сибуе: Спиритизм Сибуя дзихэн: Ко:рэй (渋谷事変 -降霊-)                                                      | 4 августа 2020 года ISBN 978-4-08-882381-2                                                 | Июнь 2023 года ISBN 978-5-389-22493-3                                                   |
| 13 | Инцидент в Сибуе: Раскат грома Сибуя дзихэн: Хэкирэки (渋谷事変 -霹靂-)                                                 | 2 октября 2020 года ISBN 978-4-08-882429-1                                                 | Июль 2023 года ISBN 978-5-389-22753-8                                                   |
| 14 | Инцидент в Сибуе: Правый и неправый Сибуя дзихэн: Рихи (渋谷事変 -理非-)                                                | 4 января 2021 года ISBN 978-4-08-882534-2                                                  | Июль 2023 года ISBN 978-5-389-22753-8                                                   |
| 15 | Инцидент в Сибуе: Трансформация Сибуя дзихэн: Хэнсин (渋谷事変 -変身-)                                                  | 4 марта 2021 года ISBN 978-4-08-882581-6                                                   | Июль 2023 года ISBN 978-5-389-23423-9                                                   |
| 16 | Инцидент в Сибуе: Закрыть врата Сибуя дзихэн: Хэймон (渋谷事変 -閉門-)                                                  | 4 июня 2021 года ISBN 978-4-08-882688-2                                                    | Июль 2023 года ISBN 978-5-389-23423-9                                                   |
| 17 | Перелётный гусь Аси во фукуму (葦を啣む)                                                                                | 4 октября 2021 года ISBN 978-4-08-882736-0                                                 | Ноябрь 2023 года ISBN 978-5-389-24137-4                                                 |
| 18 | Пламя Нэцу (熱) | 25 декабря 2021 года ISBN 978-4-08-882848-0                                                | Ноябрь 2023 года ISBN 978-5-389-24137-4                                                 |
| 19 | Колония Токио № 1: Один разгневанный мужчина То:кё дай ити корони: -Окорэру отоко- (東京第一結界 -怒れる男-)            | 4 апреля 2022 года ISBN 978-4-08-883068-1 ISBN 978-4-08-908414-4 (лимитированное издание)  | Февраль 2024 года ISBN 978-5-389-24754-3                                                |
| 20 | Колония Сэндай: В разгар банкета Сэндай корони: -Утагэ накаба- (仙台結界 -宴半ば-)                                      | 4 августа 2022 года ISBN 978-4-08-883201-2 ISBN 978-4-08-908434-2 (лимитированное издание) | Февраль 2024 года ISBN 978-5-389-24754-3                                                |
| 21 | Колония Токио № 2: Везунчик То:кё дай ни корони: - Ко:ун- (東京第二結界 -豪運-)                                         | 2 декабря 2022 года ISBN 978-4-08-883311-8                                                 | Август 2024 года ISBN 978-5-389-26176-1                                                 |
| 22 | Колония Сакурадзима: Перерождение Сакурадзима корони: -Тэнсэй- (櫻島結界-転生-)                                         | 3 марта 2023 года ISBN 978-4-08-883434-4                                                   | Август 2024 года ISBN 978-5-389-26176-1                                                 |
| 23 | Звезда и нефть Хоси то абура (星と油)                                                                                   | 4 июля 2023 года ISBN 978-4-08-883628-7                                                    | Ноябрь 2024 года ISBN 978-5-389-26731-2                                                 |
| 24 | Проклятый плод ーВозвращениеー Дзютай тайтэн Сайки (呪胎戴天-再帰-)                                                     | 4 октября 2023 года ISBN 978-4-08-883670-6                                                 | Ноябрь 2024 года ISBN 978-5-389-26731-2                                                 |
| 25 | Решающая битва в Синдзюку Дзингай макё Синдзюку кэссэн (人外魔境新宿決戦)                                               | 4 января 2024 года ISBN 978-4-08-883799-4                                                  | Апрель 2025 года ISBN 978-5-389-28053-3 ISBN 978-5-389-28834-8 (лимитированное издание) |
| 26 | На юг Минами э (南へ)                                                                                                   | 4 апреля 2024 года ISBN 978-4-08-883884-7                                                  | Апрель 2025 года ISBN 978-5-389-28053-3 ISBN 978-5-389-28834-8 (лимитированное издание) |
| 27 | Baka Survivor! Бака сабайба:!! (バカサバイバー！！)                                                                     | 4 июля 2024 года ISBN 978-4-08-884115-1                                                    | Июль 2025 года ISBN 978-5-389-28910-9                                                   |
| 28 | Фора для отстающих Дзингай макё Синдзюку кэссэн ーCэймокуー (人外魔境新宿決戦 ー星目ー)                                 | 4 октября 2024 года ISBN 978-4-08-884211-0                                                 | Июль 2025 года ISBN 978-5-389-28910-9                                                   |
| 29 | Inhuman Makyo Shinjuku Showdown ーLiving Deadー Дзингай макё Синдзюку кэссэн ーИкисиниー (人外魔境新宿決戦 ー活死ー)    | 25 декабря 2024 года ISBN 978-4-08-884377-3                                                |                                                                                         |
| 30 | From Now On Корэ кара (これから)                                                                                        | 25 декабря 2024 года ISBN 978-4-08-884378-0                                                |                                                                                         |

### Ранобэ
Два ранобэ были написаны Балладом Кутагуни и выпущены под импринтом Jump J-Books. Первое — Jujutsu Kaisen: Soaring Summer and Returning Autumn (яп. 呪術廻戦　逝く夏と還る秋 Дзюдзюцу кайсэн: Ику нацу то каэру аки, «Туда летом, обратно осенью») — было издано 1 мая 2019 года. Второе — Jujutsu Kaisen: The Path of Roses at Dawn (яп. 呪術廻戦　夜明けのいばら道 Дзюдзюцу кайсэн: Ёакэ но ибара мити, «Путь роз заката») — 4 января 2020 года. В феврале 2022 года Viz Media объявили, что они лицензировали ранобэ для публикации на английском языке, и издали первую книгу под названием Jujutsu Kaisen: Summer of Ashes, Autumn of Dust 27 декабря 2022 года и вторую под названием Jujutsu Kaisen: Thorny Road at Dawn 25 апреля 2023 года.

### Аниме
Аниме-адаптация манги была анонсирована в 52 номере Weekly Shōnen Jump, вышедшем 25 ноября 2019 года. Автор манги Гэгэ Акутами и основные члены команды появились на Jump Festa '20 22 декабря 2019 года. Сериал создавался на студии MAPPA, а его режиссёром стал Сонху Пак. Хироси Сэко в ответе за сценарий, Тадаси Хирамацу — дизайн персонажей, а Хироаки Цуцуми, Ёсимаса Тэруи и Ариса Окэхадзама — за музыку. Хотя у аниме был предварительный показ 19 сентября 2020 года, официальная премьера на телеканалах MBS и TBS в блоке Super Animeism состоялась 3 октября 2020 года. Сериал состоит из 24 серий. С 3 серии после титров показываются короткие серии Juju Sanpo (яп. 呪術さんぽ Дзюдзю сампо), фокусирующиеся на буднях главных героев.
Аниме лицензировано Crunchyroll для показа за пределами Азии. Сервис дублировал аниме на английский, испанский, португальский, французский и немецкий. В Юго-Восточной Азии и Южной Азии права приобретены Medialink и аниме транслируется на iQIYI. Компания также выпустила сериал на Netflix в Юго-Восточной Азии, Индии, Гонконге и Тайване 3 июня 2021 года.

#### Музыка
Оригинальный саундтрек аниме-сериала «Магическая битва» написан Хироаки Цуцуми, Ёсимасой Тэруи и Арисой Окэхадзамэ. Начальная тема «Kaikai Kitan» исполнена Eve, тогда как завершающая «Lost in Paradise feat. AKLO» — ALI. Вторая начальная тема — «VIVID VICE» в исполнении Who-ya Extended, и вторая заключительная тема — «give it back» в исполнении Cö Shu Nie. Оригинальный саундтрек был выпущен на 2 компакт-дисках 21 апреля 2021 года. Anime Limited выпустили саундтрек в цифровом виде в Северной Америке, Европе и Океании в апреле, на CD и виниле он был выпущен 31 января 2022 года.
Тэруи вернулся в качестве единственного композитора второго сезона. Во втором сезоне Тацуя Китани исполнил начальную тему арки-предыстории «Ao no Sumika» (яп. 青のすみか Ао но сумика, «Синяя обитель»), а Суси Сакияма — закрывающую «Akari» (яп. 燈 Акари, «Фонарь»). У арки "Инцидент в Сибуе начальная тема «SPECIALZ» исполнена группой King Gnu, закрывающая «more than words» — группой hitsujibunkaku

### Видеоигры
В июне 2021 года была анонсирована бесплатная RPG под названием Jujutsu Kaisen: Phantom Parade, разработанная компанией Sumzap для смартфонов. Выход игры был запланирован на 2022 год; однако он был отложен примерно до 2023 года.
О сотрудничестве с PlayerUnknown’s Battlegrounds (PUBG: Battlegrounds) было объявлено в августе 2021 года. Сотрудничество будет доступно по всему миру, за исключением Японии и материкового Китая.
На Anime Expo 2023 анонсировали выход файтинга в режиме «2 против 2» Jujutsu Kaisen: Cursed Clash производства Byking с дизайном персонажей студии MAPPA. Игра будет доступна на ПК, PS4 и 5, Nintendo Switch и Xbox One/Series X/Series S.

### Постановка
Сценическая адаптация манги была анонсирована на мероприятии Jump Festa '22 в декабре 2021 года. Он проходил в театре «Гэлакси» в токийском Тэннодзу с 15 по 31 июля и в Mielparque Hall в Осаке с 4 по 14 августа 2022 года. Режиссер пьесы — Кэнсаку Кобаяси, автор сценария — Кохэй Киясу. Актерский состав включает Рюдзи Сато в роли Юдзи Итадори, Кадзуаки Ясуэ в роли Мэгуми Фусигуро, Эрику Тоёхару в роли Нобары Кугисаки, Сару Такацуки в роли Маки Дзэнъин, Фуму Садамото в роли Тогэ Инумаки и Такэси Тэраяму в роли Панды.

### Другие медиа
4 марта 2021 года издательство Shueisha опубликовало фанбук под названием Jujutsu Kaisen Official Fanbook (яп. 呪術廻戦 公式ファンブック Дзюдзюцу кайсэн Ко:сики фан букку), в которой содержится эксклюзивная информация о сериале, профили персонажей, авторские комментарии, интервью и эксклюзивная стенограмма разговора между Акутами и автором «Блич» Тайто Кубо.
С 16 сентября 2022 года по 2 июля 2023 года в японской студии Universal Studios проходили аттракционы, основанные на манге. Аттракцион Jujutsu Kaisen the Real 4-D включает в себя 4D-кинотеатр (с обычным ветром в лицо, брызгами воды и движущимися сиденьями) для совершенно оригинальной анимации продолжительностью около 20 минут. Другим аттракционом являются американские горки под названием Jujutsu Kaisen × Hollywood Dream — The Ride ~Kaikai Kitan~, которые работали до 18 января 2023 года. Он оснащен встроенной звуковой системой, которая позволяет каждому отдельному гонщику выбирать из множества песен, под которые он будет кататься.
В октябре 2022 года Crunchyroll и BoxLunch объявили о сотрудничестве в области товаров для фотосессий в рамках серий «Магическая битва» и «Моя геройская академия» в избранных магазинах в Соединенных Штатах. Поклонники могли сфотографироваться в выбранных местах, где была установлена дополнительная инсталляция с персонажами сериала. В магазинах BoxLunch также была проведена лотерея с эксклюзивным мероприятие с актерами озвучивания в качестве приза.

## Критика

### Манга
Серия заняла первое место в опросе «Рекомендуемые работниками книжных магазинов страны комиксы» в 2019 году на сайте Honya Club. Она выиграла награду Tsutaya Comic Award в 2019 году. Также в 2019 году она была номинирована на Shogakukan Manga Award в категории сёнэн. Манга заняла 31 место в списке «Книга года» на 2021 год журнала Da Vinci. Манга возглавила рейтинг манга-сообщества Alu «My Manga Best5» 2020 года, в котором приняли участие 46 641 пользователь Twitter, а «Магическая битва 0» заняла 43-е место. В опросе «ManganS Ssenkyo 2021», проведённом TV Asahi, в котором 150 000 человек проголосовали за свои 100 лучших серий манги, «Магическая битва» заняла 19-е место. Манга выиграла Гран-при манги Мандо Кобаяси, созданный комиком и энтузиастом манги Кэндо Кобаяси, в котором победитель каждого года определяется на основе его личного вкуса. Манга была номинирована на 25-ю ежегодную культурную премию Тэдзуки Осаму в 2021 году.
В опросе 2021 года, проведенном компанией LINE Research, в котором японских старшеклассников спрашивали, какой серией манги они увлекаются в настоящее время, «Магическая битва» возглавила рейтинг как среди девушек, так и среди юношей.

#### Продажи
По состоянию на декабрь 2018 года тираж манги составил 600 000 копий, на ноябрь 2019 года — 2,5 млн копий. После премьеры аниме-экранизации в октябре 2020 года тираж манги вырос с 8,5 млн до 50 млн копий, по состоянию на конец мая 2021 года. К 13 января 2021 года тираж серии превысил 20 миллионов, а к 26 января тираж увеличился до 25 млн копий. По состоянию на февраль 2021 года тираж манги составлял более 30 миллионов экземпляров. К началу марта 2021 года тираж серии превысил 36 миллионов копий, а к концу месяца — 40 миллионов копий. По состоянию на апрель тираж манги составил более 45 миллионов копий. По состоянию на май тираж манги составлял более 50 млн экземпляров. По состоянию на октябрь тираж манги составлял более 55 миллионов копий.
«Магическая битва» стала пятой мангой по продажам в 2020 году, общее число проданных томов составило 6 702 736. В январе 2021 года первые пятнадцать томов манги (включая 0 том) заняли 15 из 16 лучших мест в еженедельном рейтинге манги Oricon (неделя с 11 по 17 января), превзошёл их только 33-й том «Атаки на титанов», который возглавил список. Манга стала второй самой продаваемой мангой в первой половине 2021 года (период с ноября 2020 года по май 2021 года) после «Истребителя демонов» (более 23 миллионов проданных копий), в то время как 16 танкобонов «Магической битвы» (включая 0 том) входили в число 25 самых продаваемых томов манги.
Манга стала самой продаваемой мангой в 2021 году, было продано более 30 миллионов копий; её 18 томов на тот момент (включая том 0) входили в число 25 самых продаваемых томов. Это была самая продаваемая манга второй год подряд в 2022 году, было продано более 12,2 миллионов копий; 18-й том стал самым продаваемым томом манги года, в то время как 17, 19 и 20-й тома вошли в число 30 самых продаваемых томов манги года. Это была четвертая серия манги-бестселлера в первой половине 2023 года (период с ноября 2022 по май 2023 года), было продано более 3,7 миллионов копий, в то время как 21-й и 22-й тома были вторым и третьим, соответственно, самыми продаваемыми томами манги за тот же период.
В Северной Америке тома манги вошли в ежемесячный список 20 лучших графических романов для взрослых NPD BookScan, начиная с января 2021 года. Они также входили в ежемесячный список бестселлеров графических книг и манги New York Times с февраля 2021 года. Согласно ICv2, манга стала седьмой бестселлером на осень 2021 года (сентябрь-декабрь) в Соединенных Штатах, а также шестым для книжных полок розничной торговли, основываясь на расчетах веб-сайта, у каких франшиз манги были самые высокие продажи по объему.

### Ранобэ
«Магическая битва: Парящее лето и возвращающаяся осень» и «Магическая битва: Тернистая дорога к рассвету» были одними из самых продаваемых серий ранобэ в первой половине 2021 года (период с ноября 2020 по май 2021 года), было продано 235 170 и 206 059 копий соответственно, и оба ранобэ были самыми продаваемыми в мире в первой половине 2021 года. Оба ранобэ стали самыми продаваемыми романами 2021 года, в совокупности разошедшись тиражом в 487 434 экземпляра.

### Аниме
Сериал «Магическая битва» был номинирован в 10 категориях на 5-й премии Crunchyroll Anime Awards и получил награды в номинациях «Лучший антагонист» (Двуликий Сукуна), «Лучший эндинг» («Lost in Paradise feat. AKLO» группы ALI) и выиграл главный приз — «Аниме года». В январе 2021 года «Магическая битва» был назван вторым по популярности аниме-сериалом на Crunchyroll в 2020 году, уступая только Чёрному клеверу, его смотрели в 71 стране. Crunchyroll отметил, что популярность «Магической битвы» впечатляет, если учесть, что аниме начало выходить в эфир только в октябре. Официальное музыкальное видео первого опенинга сериала, «Kaikai Kitan» от Eve, достигло 100 миллионов просмотров на YouTube в апреле 2021 года. В 2021 году «Магическая битва» зняла второе место в категории аниме на Yahoo! Japan, основанная на количестве запросов по определенному термину по сравнению с предыдущим годом. В течение того же года сериал стал вторым по популярности телешоу во всем мире в Twitter, обогнав Игру в кальмара. Сериал занял 19-е место в ежегодной премии Twitter Japan’s Trend Awards в 2021 году, основанной на самых популярных темах года в социальной сети. Он также получил награду за лучшее телевизионное аниме на Newtype Anime Awards 2021, в то время как Хироси Сэко получил награду за лучший сценарий за свою работу над сериалом. В 2022 году сериал получил премию Tokyo Anime Award за анимацию года в телевизионной категории.

#### Критика
Пол Томас Чэпмен из Otaku USA написал, что сериал «содержит все необходимые элементы для приключенческого аниме: динамичные боевые сцены, комедию и набор милых чудаков, каждый из которых имеют свою индивидуальность. Сеттинг и предпосылка не слишком оригинальны, поскольку за прошедшие годы было снято много сёнэнов про уничтожение монстров (например, „Блич“ и YuYu Hakusho). Темы, которые исследует сериал, не особенно глубоки. Персонажи не слишком детализированы: Юдзи как открытая книга, лишённая лукавства, в то время как Сукуна, чудовищная сила внутри главного героя, капризен и жесток. Но эти детали не являются серьёзным недостатком, поскольку просмотр „Магической битвы“ — чистое удовольствие». Однако другой обозреватель, Чинги Неа из Polygon, отметил, что «в первых пяти эпизодах „Магическая битва“ зарекомендовала себя как аниме-сёнэн, который ставит под сомнение сами идеалы жанра сёнэн». Ана Диас из Polygon выделила 17-й эпизод «Kyoto Sister School Exchange Event — Group Battle 3 -», высоко оценив отношение сериала к своим женским персонажам: «„Магическая битва“ делает намного больше, чем простое избегание гендерных стереотипов, представляя различные мнения и взгляды с точки зрения женщин».